# Fūchi Honda
Fūchi Honda (jap. 本田 風智, Honda Fūchi; * 10. Mai 2001 in Fukuoka) ist ein japanischer Fußballspieler. 

## Karriere
Fūchi Honda erlernte das Fußballspielen in der Jugendmannschaft von Sagan Tosu. Hier unterschrieb er 2020 auch seinen ersten Profivertrag. Der Verein aus Tosu spielte in der ersten Liga des Landes, der J1 League. 2024 belegte er mit Sagan den letzten Tabellenplatz und musste somit in die zweite Liga absteigen.